# Estación de Laguna
Laguna es una estación donde confluyen la línea 6 del Metro de Madrid y la línea C-5 de Cercanías Madrid, enlazándolas ambas a través de un transbordo. Se encuentra bajo la intersección de las calles Alhambra y Cuart de Poblet, en el barrio de Lucero (distrito de Latina).
Del 31 de mayo al 5 de septiembre de 2025, la estación de Metro permanece cerrada por el cierre del arco oeste Moncloa-Méndez Álvaro, cortado por obras de automatización de línea. Se establece un Servicio Especial de autobús gratuito entre ambas estaciones.

## Situación ferroviaria
La estación forma parte del trazado de la línea férrea de ancho ibérico Móstoles-Parla, punto kilométrico 5,1.

## Historia
El 1 de junio de 1983 se abrió al público la estación de Metro, siendo cabecera de la línea 6 hasta el 10 de mayo de 1995, en que la línea se convirtió en circular. Es la única estación de la línea 6 que dispone de dos andenes laterales y uno central sin enlace con otra línea de Metro.
El 19 de enero de 1984 se inaugura la estación de Cercanías, siendo desde el principio una estación con tráfico exclusivo de ese tipo, ya que un año antes se había fijado la exclusividad de trenes de cercanías en la línea C-6 Móstoles-Aluche (a partir de 1984 Laguna-Villaviciosa de Odón). La estación fue cabecera de línea hasta 1989 y en 1991 pasó a ser parte de la línea C-5.
Desde el 4 de julio de 2015, la estación de Metro estuvo cerrada  por obras de mejora de las instalaciones entre las estaciones de Puerta del Ángel y Oporto. Las obras terminaron a mediados de septiembre de ese año. Hubo un servicio especial de autobuses, que sustituyó el servicio prestado por Metro de Madrid: el SE728 (Puerta del Ángel-Oporto), que realizaba parada en la calle de Alhambra, en las proximidades de la estación. El servicio se restableció el 13 de septiembre de 2015.
En el vestíbulo del Metro se instaló un mural del artista Eladio García de Santibáñez.

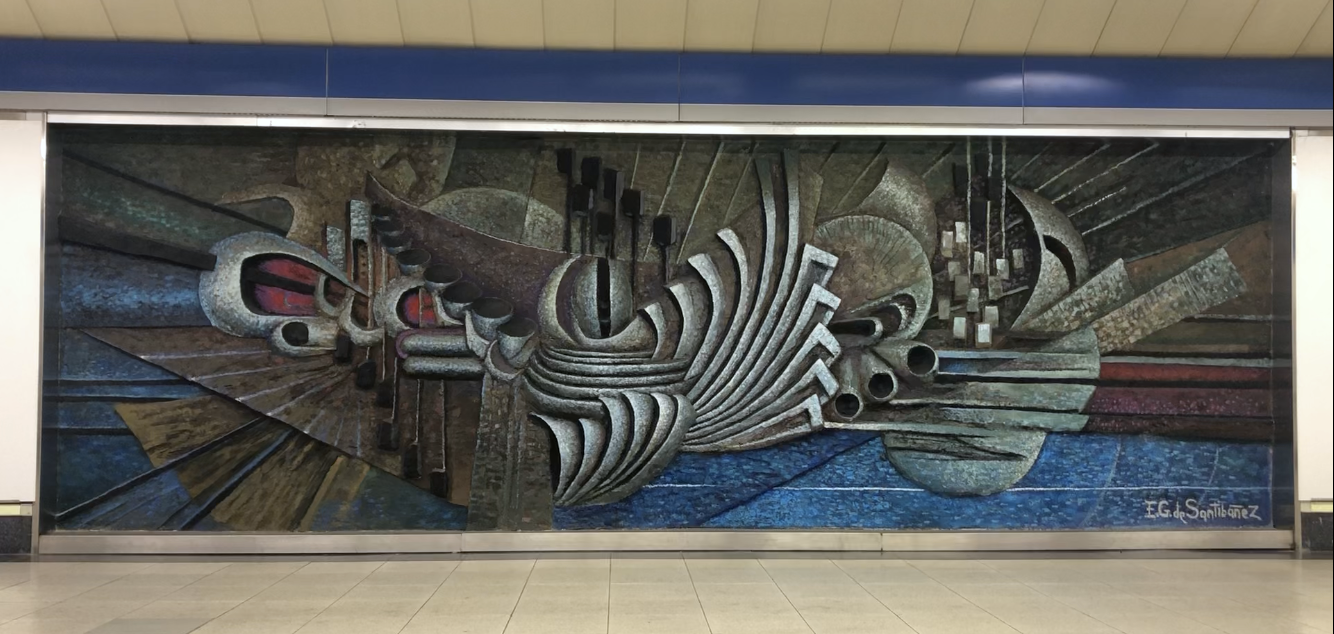
Mural "Formas en el Espacio" Autor Eladio García de Santibáñez

## Accesos
Vestíbulo Laguna
- Alhambra, pares C/ Cuart de Poblet (esquina C/ Alhambra, 56)
- Alhambra, impares C/ Alhambra, impares
- Ascensor C/ Cuart de Poblet (esquina C/ Alhambra, 56)
- Correspondencia RENFE Abierto de 6:00 a 0:30 Altura cancela de Renfe

## Líneas y conexiones

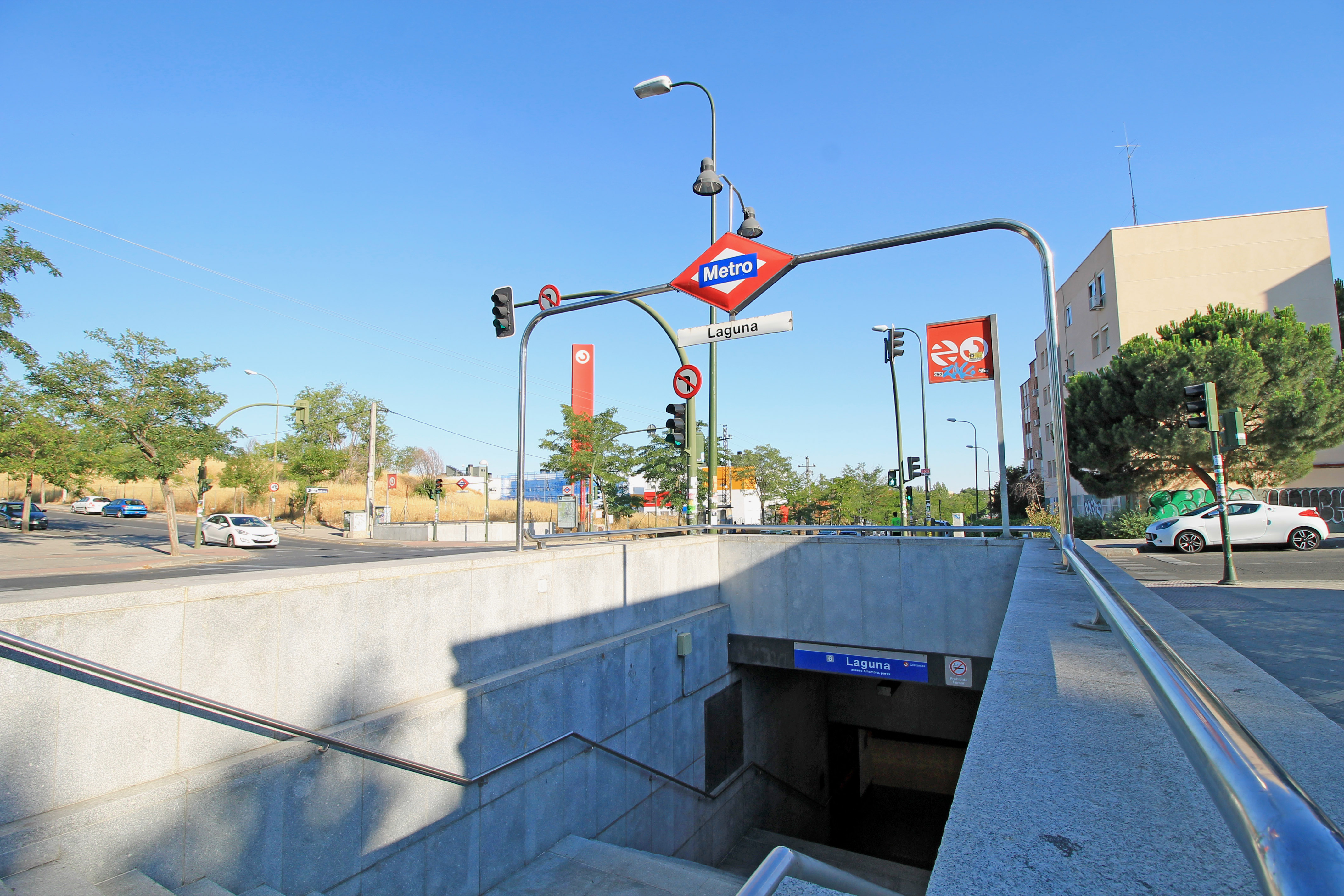
Acceso a la estación.

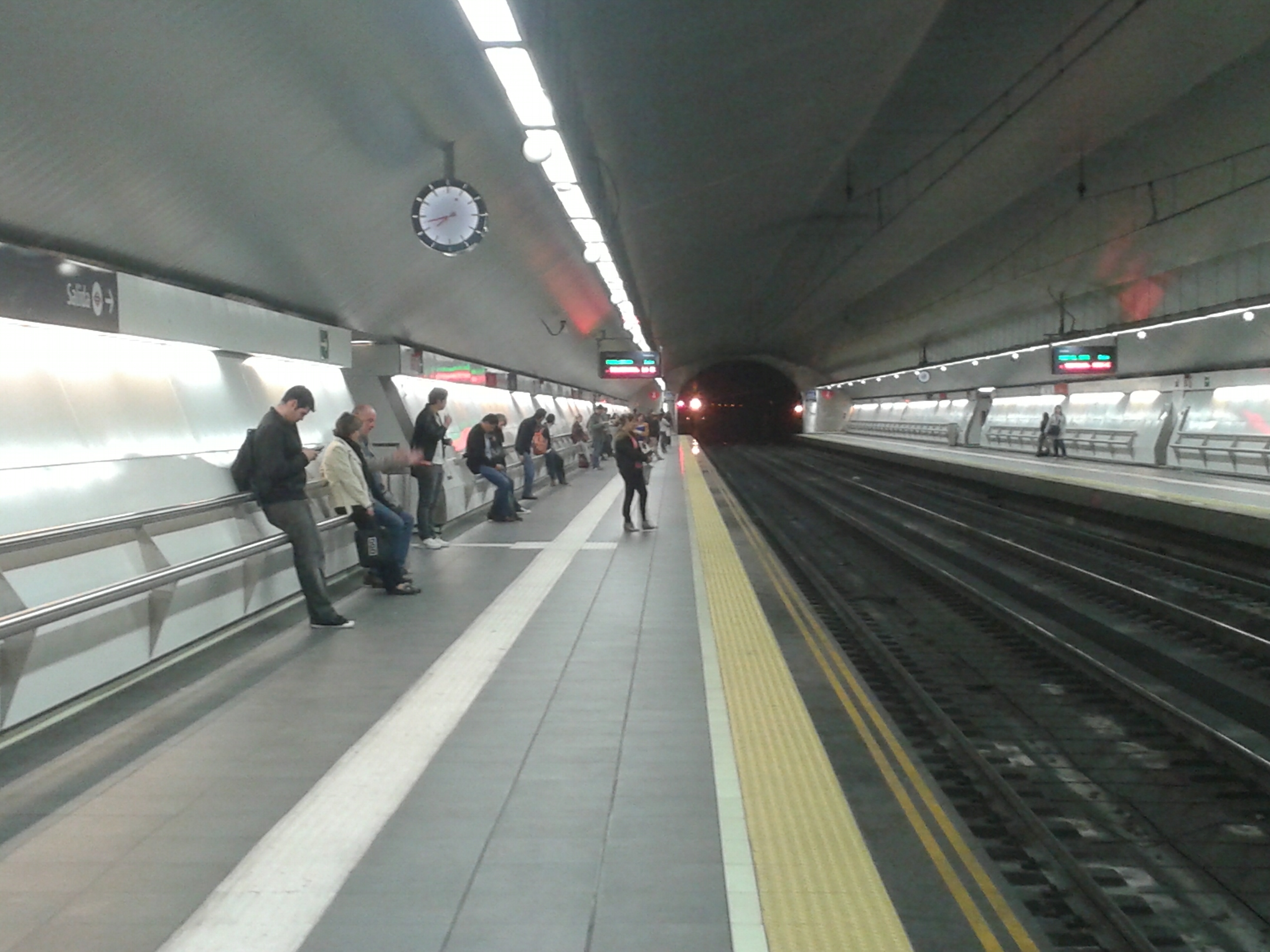
Estación de Cercanías.

### Metro
| << cabecera | < estación | línea | estación > | cabecera >> |
| ----------- | ---------- | ----- | ---------- | ----------- |
| Circular    | Lucero     |       | Carpetana  | Circular    |

### Cercanías
| procedencia/destino                                                                        | < estación  | Línea | estación > | destino/procedencia |
| ------------------------------------------------------------------------------------------ | ----------- | ----- | ---------- | ------------------- |
| Humanes FuenlabradaH                                                                       | Embajadores |       | Aluche     | Móstoles-El Soto    |
| H La mitad de los trenes llegan hasta Fuenlabrada e inician su recorrido en dicha estación |             |       |            |                     |

### Autobuses
| Diurnos   |                          |                                              |
| Línea     | Destino                  | Parada                                       |
| 31        | Plaza Mayor              | 2262 LAGUNA (C/ Alhambra-C/ Cuart de Poblet) |
| 55        | Batán                    | 2262 LAGUNA (C/ Alhambra-C/ Cuart de Poblet) |
| 119       | Barrio de Goya           | 2262 LAGUNA (C/ Alhambra-C/ Cuart de Poblet) |
| 158       | Plaza de España          | 2262 LAGUNA (C/ Alhambra-C/ Cuart de Poblet) |
| 31        | Aluche                   | 5094 LAGUNA (C/ Alhambra-C/ Cuart de Poblet) |
| 55        | Atocha                   | 5094 LAGUNA (C/ Alhambra-C/ Cuart de Poblet) |
| 119       | Atocha                   | 5094 LAGUNA (C/ Alhambra-C/ Cuart de Poblet) |
| 158       | Glorieta de los Cármenes | 5094 LAGUNA (C/ Alhambra-C/ Cuart de Poblet) |
| Nocturnos |                          |                                              |
| Línea     | Destino                  | Parada                                       |
| N18       | Plaza de Cibeles         | 2262 LAGUNA (C/ Alhambra-C/ Cuart de Poblet) |
| N18       | Las Águilas              | 5094 LAGUNA (C/ Alhambra-C/ Cuart de Poblet) |